# Copa do Mundo de Futebol Feminino Sub-17 de 2008
A Copa do Mundo de Futebol Feminino Sub-17 de 2008 foi a primeira edição do evento organizado pela FIFA e realizou-se no Nova Zelândia. Iniciou-se em 28 de outubro e terminou a 16 de novembro de 2008. Dezasseis equipes, representando as seis confederações internacionais de futebol participaram após passar por seus respectivos torneios classificativos, a única exceção foi a Nova Zelândia que obteve a vaga por ser o país organizador e ganhou a vaga da OFC.

## Cidades e estádios
| Auckland                                 | Hamilton                           | Wellington                         | Christchurch                               |
| ---------------------------------------- | ---------------------------------- | ---------------------------------- | ------------------------------------------ |
| Estádio North Harbour Capacidade: 25.000 | Estádio Waikato Capacidade: 26.500 | Westpac Stadium Capacidade: 36.500 | Queen Elizabeth II Park Capacidade: 20.000 |
|                                          |                                    |                                    |                                            |

## Selecções
| Confederação                                   | Torneio qualificatório                                                          | Classificado(s)                      |
| ---------------------------------------------- | ------------------------------------------------------------------------------- | ------------------------------------ |
| AFC                                            | Campeonato Asiático de Futebol Feminino Sub-16 2007                             | Japão Coreia do Sul Coreia do Norte  |
| CAF                                            | Torneio qualificativo CAF para Copa do Mundo de Futebol Feminino Sub-17 de 2008 | Gana Nigéria                         |
| CONCACAF (Américas do Norte, Central e Caribe) | Campeonato de Futebol Feminino da CONCACAF Sub-17 de 2008                       | Costa Rica Canadá Estados Unidos     |
| CONMEBOL (América do Sul)                      | Campeonato Sul-Americano de Futebol Feminino Sub-17 de 2008                     | Colômbia Brasil Paraguai             |
| UEFA (Europa)                                  | Campeonato Europeu de Futebol Feminino Sub-17 de 2008                           | Alemanha França Dinamarca Inglaterra |
| País sede                                      | País sede                                                                       | Nova Zelândia                        |

## Fase de Grupos
Todos os jogos no horário local (UTC+13)

### Grupo A
| Selecção      | Pts | J | V | E | D | GM | GS | +/- |
| ------------- | --- | - | - | - | - | -- | -- | --- |
| Dinamarca     | 5   | 3 | 1 | 2 | 0 | 3  | 2  | +1  |
| Canadá        | 5   | 3 | 1 | 2 | 0 | 2  | 1  | +1  |
| Nova Zelândia | 3   | 3 | 1 | 0 | 2 | 4  | 4  | 0   |
| Colômbia      | 2   | 3 | 0 | 2 | 1 | 3  | 5  | -2  |

| 28 de outubro | Nova Zelândia | 0 – 1     | Canadá      | Estádio North Harbour, Auckland               |
| 19:00         |               | Relatório | Lamarre 53' | Público: 13 123 Árbitro: FIN Kirsi Savolainen |

| 29 de outubro | Dinamarca | 1 – 1     | Colômbia  | Estádio North Harbour, Auckland         |
| 12:00         | Boye 51'  | Relatório | Ariza 20' | Público: 6 759 Árbitro: KOR Sung Mi Cha |

| 1 de novembro de 2008 | Colômbia  | 1 – 1     | Canadá     | Estádio North Harbour, Auckland         |
| 13:00                 | Vidal 10' | Relatório | 9' Ezurike | Público: por anunciar Árbitro: Wang Jia |

| 1 de novembro de 2008 | Nova Zelândia | 1 – 2     | Dinamarca                 | Estádio North Harbour, Auckland       |
| 16:00                 | Longo 13'     | Relatório | 29' Andreasen · 56' Olsen | Público: 11 170 Árbitro: Silvia Reyes |

| 4 de novembro de 2008 | Colômbia  | 1 – 3     | Nova Zelândia     | Wellington Stadium, Wellington        |
| 19:00                 | Ariza 82' | Relatório | 44' 81' 87' White | Público: 3 546 Árbitro: Etsuko Fukano |

| 4 de novembro de 2008 | Canadá | 0 – 0     | Dinamarca | Estádio Waikato, Hamilton              |
| 19:00                 |        | Relatório |           | Público: 3 283 Árbitro: Finau Vulivuli |

### Grupo B
| Selecção        | Pts | J | V | E | D | GM | GS | +/- |
| --------------- | --- | - | - | - | - | -- | -- | --- |
| Alemanha        | 7   | 3 | 2 | 1 | 0 | 9  | 3  | +6  |
| Coreia do Norte | 5   | 3 | 1 | 2 | 0 | 4  | 3  | +1  |
| Gana            | 4   | 3 | 1 | 1 | 1 | 4  | 4  | 0   |
| Costa Rica      | 0   | 3 | 0 | 0 | 3 | 1  | 8  | -7  |

| 29 de outubro de 2008 | Costa Rica | 0 – 5     | Alemanha                                              | Queen Elizabeth II Park, Christchurch |
| 12:00                 |            | Relatório | 17' Mester · 34' 43' Marozsán · 51' Knaak · 66' Kemme | Público: 4 105 Árbitro: Etsuko Fukano |

| 29 de outubro de 2008 | Coreia do Norte | 1 – 1     | Gana       | Queen Elizabeth II Park, Christchurch     |
| 15:00                 | Ho Un Byol 69'  | Relatório | 73' Dadson | Público: 453 Árbitro: Natalia Avdonchenko |

| 1 de novembro de 2008 | Gana                      | 2 – 3     | Alemanha                           | Queen Elizabeth II Park, Christchurch           |
| 13:00                 | Dadson 65' · Fordjour 86' | Relatório | 5' (g.p.) 35' Marozsán · 69' Maier | Público: por anunciar Árbitro: Kirsi Savolainen |

| 1 de novembro de 2008 | Costa Rica | 1 – 2     | Coreia do Norte     | Queen Elizabeth II Park, Christchurch      |
| 16:00                 | Cedeno 20' | Relatório | 16' 65' Yun Hyon Hi | Público: 4 272 Árbitro: Cristina Dorcioman |

| 4 de novembro de 2008 | Gana        | 1 – 0     | Costa Rica | Estádio Westpac, Wellington |
| 16:00                 | Afriyie 19' | Relatório |            | Árbitro: Sung Mi Cha        |

| 4 de novembro de 2008 | Alemanha | 1 – 1     | Coreia do Norte   | Estádio Waikato, Hamilton |
| 16:00                 | Popp 3'  | Relatório | 58' Myong Hwa Jon | Árbitro: Michelle Pye     |

### Grupo C
| Selecção       | Pts | J | V | E | D | GM | GS | +/- |
| -------------- | --- | - | - | - | - | -- | -- | --- |
| Japão          | 9   | 3 | 3 | 0 | 0 | 17 | 5  | 12  |
| Estados Unidos | 4   | 3 | 1 | 1 | 1 | 6  | 5  | 1   |
| França         | 4   | 3 | 1 | 1 | 1 | 8  | 10 | -2  |
| Paraguai       | 0   | 3 | 0 | 0 | 3 | 5  | 16 | -11 |

| 30 de outubro de 2008 | Japão                                     | 3 – 2     | Estados Unidos           | Estádio Waikato, Hamilton            |
| 12:00                 | Iwabuchi 31' · Kameoka 68' · Yoshioka 74' | Relatório | 3' DiMartino · 51' Mewis | Público: 4 816 Árbitro: Thalia Mitsi |

| 30 de outubro de 2008 | França                                                           | 6 – 2     | Paraguai                     | Estádio Waikato, Hamilton                 |
| 15:00                 | Crammer 5' 12' 61' (g.p.) · Poulain 17' · Augis 58' · Catala 86' | Relatório | 45+3' Gonzalez · 90+2' Genes | Público: 5 016 Árbitro: Pannipar Kamnueng |

| 2 de novembro de 2008 | Paraguai      | 1 – 3     | Estados Unidos                                 | Estádio Waikato, Hamilton |
| 13:00                 | Fernandez 32' | Relatório | 48' (p.b.) Flores · 77' DiMartino · 83' Verloo | Árbitro: Thalia Mitsi     |

| 2 de novembro de 2008 | Japão                                                                 | 7 – 1     | França    | Estádio Waikato, Hamilton                  |
| 16:00                 | Inoue 11' · Kishikawa 21' (g.p.) 57' · Kira 26' 27' 34' · Shimada 38' | Relatório | 16' Augis | Público: 4 115 Árbitro: Quetzalli Alvarado |

| 5 de novembro de 2008 | Paraguai                             | 2 – 7     | Japão                                                                | Queen Elizabeth II Park, Christchurch |
| 16:00                 | Gonzalez 20' (g.p.) · Villamayor 55' | Relatório | 36' 73' Kishikawa · 40' Ohshima · 43' 52' Hamada · 83' 89' Takahashi | Árbitro: Cristina Dorcioman           |

| 5 de novembro de 2008 | Estados Unidos | 1 – 1     | França    | Estádio North Harbour, Auckland |
| 16:00                 | DiMartino 57'  | Relatório | 72' Rubio | Árbitro: Silvia Reyes           |

### Grupo D
| Selecção      | Pts | J | V | E | D | GM | GS | +/- |
| ------------- | --- | - | - | - | - | -- | -- | --- |
| Coreia do Sul | 6   | 3 | 2 | 0 | 1 | 6  | 3  | +3  |
| Inglaterra    | 6   | 3 | 2 | 0 | 1 | 4  | 3  | +1  |
| Nigéria       | 4   | 3 | 1 | 1 | 1 | 4  | 4  | 0   |
| Brasil        | 1   | 3 | 0 | 1 | 2 | 3  | 7  | -4  |

| 30 de outubro de 2008 | Brasil | 0 – 3     | Inglaterra                  | Estádio Westpac, Wellington           |
| 12:00                 |        | Relatório | 71' 89' Carter · 75' Bruton | Público: 10 795 Árbitro: Michelle Pye |

| 30 de outubro de 2008 | Coreia do Sul | 1 – 2     | Nigéria                   | Estádio Westpac, Wellington             |
| 15:00                 | Ji So Yun 85' | Relatório | 1' Adekwagh · 60' Aighewi | Público: 11 500 Árbitro: Finau Vulivuli |

| 2 de novembro de 2008 | Nigéria | 0 – 1     | Inglaterra   | Estádio Westpac, Wellington |
| 13:00                 |         | Relatório | 79' Holbrook | Árbitro: Etsuko Fukano      |

| 2 de novembro de 2008 | Brasil     | 1 – 2     | Coreia do Sul                        | Estádio Westpac, Wellington            |
| 16:00                 | Raquel 66' | Relatório | 47' Lee Min Sun · 57' Lee Hyun Young | Público: 6 471 Árbitro: Damgoua Neguel |

| 5 de novembro de 2008 | Brasil                    | 2 – 2     | Nigéria                  | Queen Elizabeth II Park, Christchurch       |
| 19:00                 | Ketlen 35' · Rafaelle 71' | Relatório | 43' Orji · 75' Okoronkwo | Público: 1 410 Árbitro: Natalian Avdoncheko |

| 5 de novembro de 2008 | Inglaterra | 0 – 3     | Coreia do Sul                                    | Estádio North Harbour, Auckland        |
| 19:00                 |            | Relatório | 8' Ji So Yun · 16' Koh Kyung Yeon · 71' Song Ari | Público: 3 920 Árbitro: Damgoua Nigual |

### Fases Finais
Todos os jogos na hora local (UTC+13)
|  | Quartas de final           | Quartas de final              |                               |          | Semifinais     | Semifinais     |  |  | Final                     | Final |
|  |                            |                               |                               |          |                |                |  |  |                           |       |
|  | 8 de novembro - Wellington |                               |                               |          |                |                |  |  |                           |       |
|  |                            |                               |                               |          |                |                |  |  |                           |       |
|  | Dinamarca                  | 0                             |                               |          |                |                |  |  |                           |       |
|  | Dinamarca                  | 0                             | 13 de novembro - Christchurch |          |                |                |  |  |                           |       |
|  | Coreia do Norte            | 4                             |                               |          |                |                |  |  |                           |       |
|  | Coreia do Norte            | 4                             | Coreia do Norte               | 2        |                |                |  |  |                           |       |
|  | 9 de novembro - Hamilton   |                               | Coreia do Norte               | 2        |                |                |  |  |                           |       |
|  |                            | Inglaterra                    | 1                             |          |                |                |  |  |                           |       |
|  | Japão                      | Inglaterra                    | 1                             | 2 (4)    |                |                |  |  |                           |       |
|  | Japão                      |                               | 16 de novembro - Auckland     | 2 (4)    |                |                |  |  |                           |       |
|  | Inglaterra                 | 2 (5)                         |                               |          |                |                |  |  |                           |       |
|  | Inglaterra                 | 2 (5)                         | Coreia do Norte               | 2        |                |                |  |  |                           |       |
|  | 8 de novembro - Wellington |                               | Coreia do Norte               | 2        |                |                |  |  |                           |       |
|  |                            | Estados Unidos                | 1                             |          |                |                |  |  |                           |       |
|  | Alemanha                   | Estados Unidos                | 1                             | 3        |                |                |  |  |                           |       |
|  | Alemanha                   | 13 de novembro - Christchurch |                               | 3        |                |                |  |  |                           |       |
|  | Canadá                     | 1                             |                               |          |                |                |  |  |                           |       |
|  | Canadá                     | 1                             | Alemanha                      | 1        | Terceiro lugar | Terceiro lugar |  |  |                           |       |
|  | 9 de novembro - Hamilton   |                               | Alemanha                      | 1        | Terceiro lugar | Terceiro lugar |  |  |                           |       |
|  |                            | Estados Unidos                | 2                             |          |                |                |  |  |                           |       |
|  | Coreia do Sul              | Estados Unidos                | 2                             | 2        | Inglaterra     | 0              |  |  |                           |       |
|  | Coreia do Sul              |                               |                               | 2        | Inglaterra     | 0              |  |  |                           |       |
|  | Estados Unidos             | 4                             |                               | Alemanha | 3              |                |  |  |                           |       |
|  | Estados Unidos             | 4                             |                               |          | 3              |                |  |  |                           |       |
|  |                            |                               |                               |          |                |                |  |  | 16 de novembro - Auckland |       |
|  |                            |                               |                               |          |                |                |  |  |                           |       |

#### Quartos-finais
| 8 de novembro de 2008 | Dinamarca | 0 – 4     | Coreia do Norte                                      | Estádio Westpac, Wellington |
| 13:00                 |           | Relatório | 21' 73' Jon Myong Hwa · 86' Ri Un Ae · 89' Kim Un Ju | Árbitro: Thalia Mitsi       |

| 8 de novembro de 2008 | Alemanha                     | 3 – 1     | Canadá      | Estádio Westpac, Wellington          |
| 16:00                 | Marozsán 4' 78' · Mester 34' | Relatório | 44' Ezurike | Público: 4 182 Árbitro: Silvia Reyes |

| 9 de novembro de 2008 | Japão                  | 2 – 2 (a.p.) 4 - 5 (g.p.) | Inglaterra                            | Estádio Waikato, Hamilton   |
| 13:00                 | Kira 8' · Iwabuchi 82' | Relatório                 | 45+1' Staniforth · 90+1' Christiansen | Árbitro: Quetzalli Alvarado |

|                                       |     | Penalidades                       |  |
| Kira Takeyama Kameoka Kishikawa Saito | 4-5 | Nobbs Bruton Carter Pitman Bonner |  |

| 9 de novembro de 2008 | Coreia do Sul          | 2 – 4     | Estados Unidos                             | Estádio Waikato, Hamilton                |
| 16:00                 | Lee Hyun Young 65' 85' | Relatório | 27' 78' Verloo · 54' Mewis · 84' DiMartino | Público: 7 247 Árbitro: Kirsi Savolainen |

#### Semi-finais
| 13 de novembro de 2008 | Coreia do Norte                    | 2 – 1     | Inglaterra | Queen Elizabeth II Park, Christchurch |
| 16:00                  | Ho Un Byol 19' · Jon Myong Hwa 44' | Relatório | 75' Jane   | Árbitro: Michelle Pye                 |

| 13 de novembro de 2008 | Alemanha | 1 – 2     | Estados Unidos             | Queen Elizabeth II Park, Christchurch |
| 19:00                  | Popp 6'  | Relatório | 63' DiMartino · 81' Verloo | Público: 8 014 Árbitro: Sung Mi Cha   |

#### Terceiro Lugar
| 16 de novembro de 2008 | Inglaterra | 0 – 3     | Alemanha                            | Estádio North Harbour, Auckland |
| 13:00                  |            | Relatório | 11' Wesely · 74' Knaak · 88' Mester | Árbitro: Natalia Avdonchenko    |

#### Final
| 16 de novembro de 2008 | Coreia do Norte                       | 2 - 1 (a.p.) | Estados Unidos           | Estádio North Harbour, Auckland       |
| 16:00                  | Kim Un Hyang 77' · Jang Hyon Sun 113' | Relatório    | 2' (p.b.) Hong Myong Hui | Público: 16 162 Árbitro: Silvia Reyes |

## Premiações

### Campeãs
| Vencedor                   |
| -------------------------- |
| COREIA DO NORTE 1.º título |

### Individuais
| Bola de Ouro  | Bota de Ouro       | Fair Play | Luva de Outo  |
| ------------- | ------------------ | --------- | ------------- |
| Mana Iwabuchi | Dzsenifer Marozsán | Alemanha  | Taylor Vancil |

## Artilharia
| Jogadora           | Selecção        | Golos | Jogos |
| ------------------ | --------------- | ----- | ----- |
| Dzsenifer Marozsán | Alemanha        | 6     | 5     |
| Vicki DiMartino    | Estados Unidos  | 5     | 5     |
| Courtney Verloo    | Estados Unidos  | 4     | 5     |
| Chinatsu Kira      | Japão           | 4     | 3     |
| Natsuki Kishikawa  | Japão           | 4     | 4     |
| Jon Myong Hwa      | Coreia do Norte | 4     | 5     |
| Lee Hyun Young     | Coreia do Sul   | 3     | 4     |
| Pauline Crammer    | França          | 3     | 3     |
| Rosie White        | Nova Zelândia   | 3     | 3     |
| Mana Iwabuchi      | Japão           | 2     | 3     |
| Saori Takahashi    | Japão           | 2     | 2     |
| Haruka Hamada      | Japão           | 2     | 4     |
| Ji So Yun          | Coreia do Sul   | 2     | 4     |
| Danielle Carterr   | Inglaterra      | 2     | 5     |